# Sony α

El logo Sony α

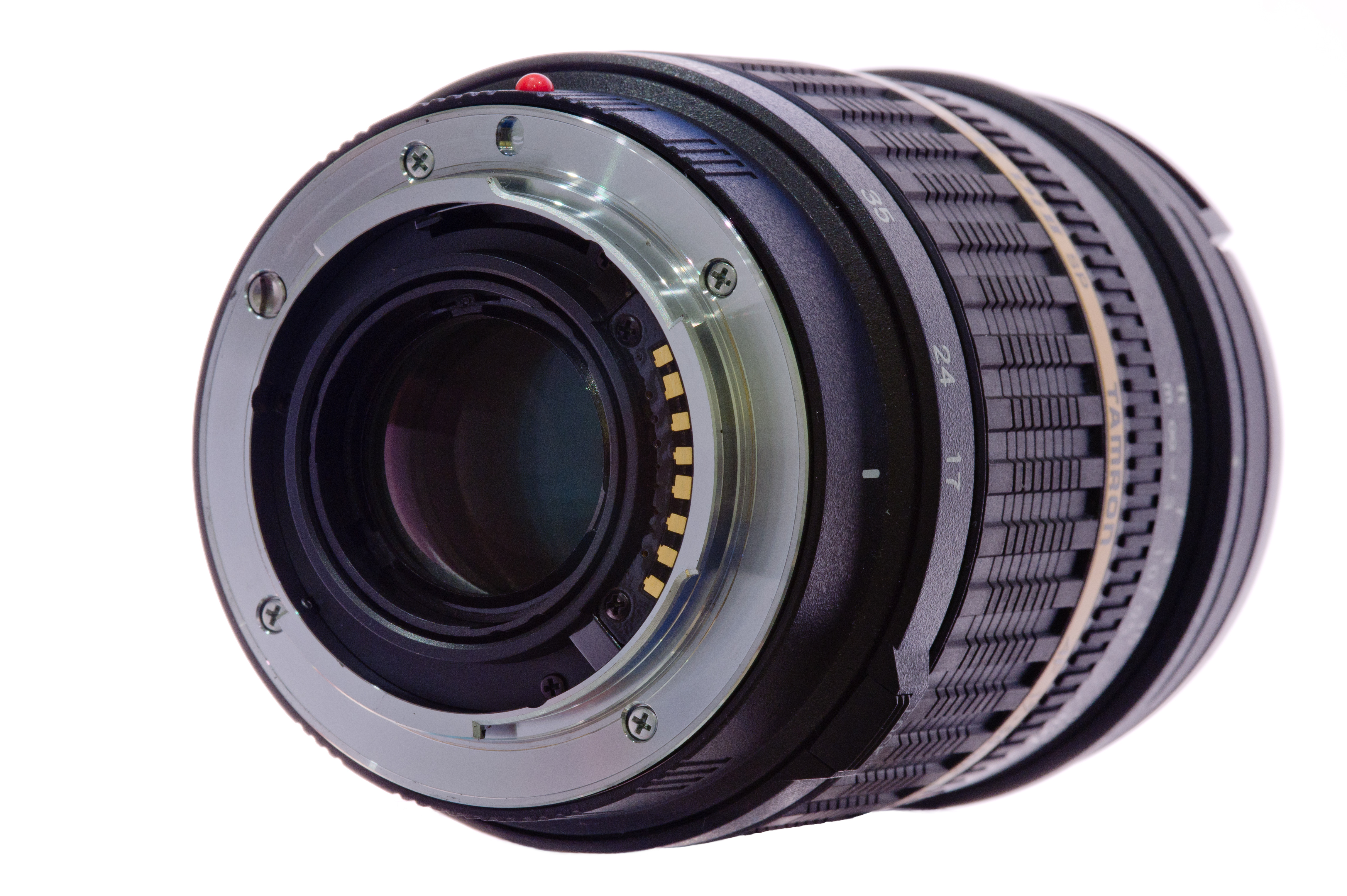
Sony A-mount a un Tamron SP 17-50mm F2.8.

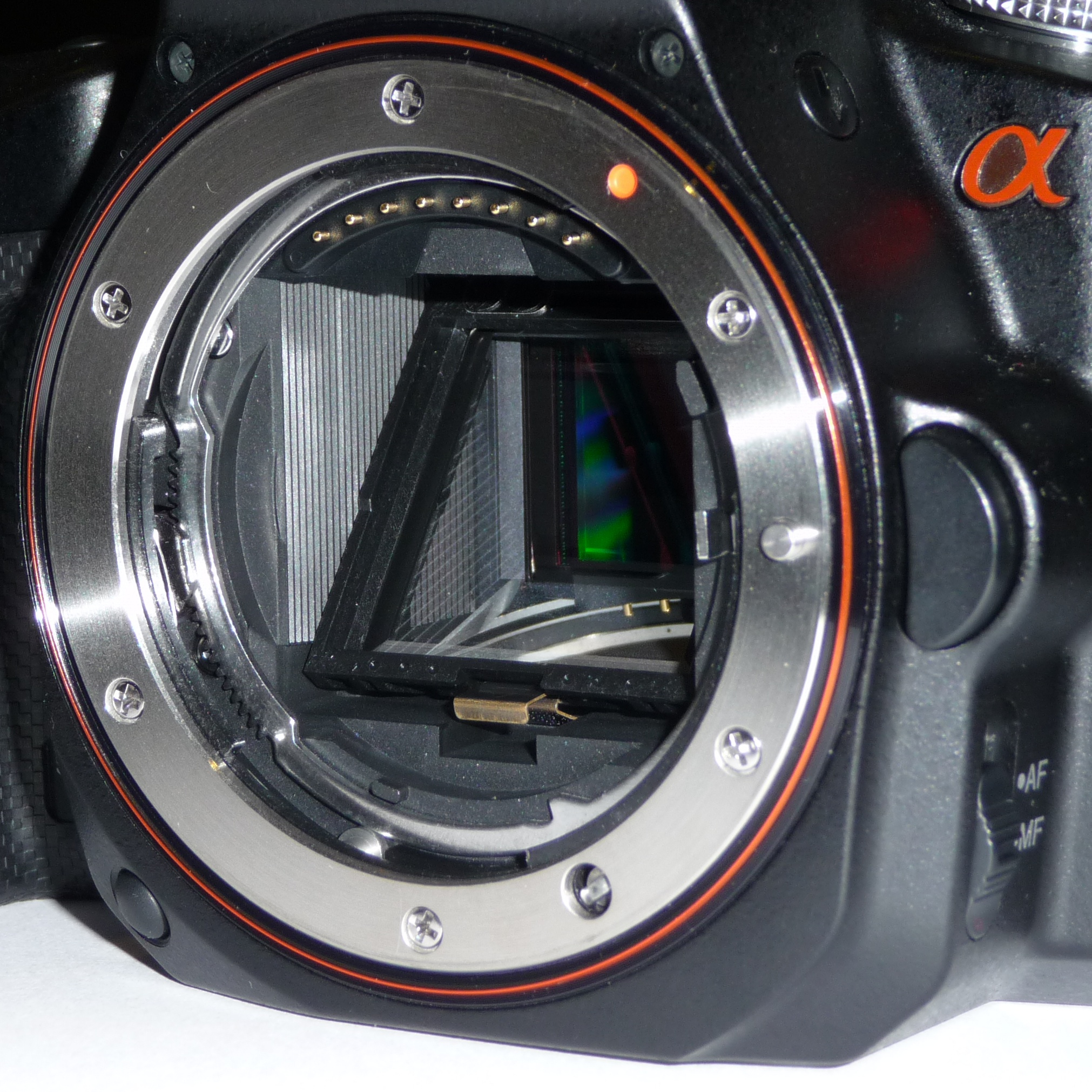
Sony A-mount a una càmera α33.

Sony α (Sony Alpha) és una gamma de càmeres fotogràfiques rèflex digitals manufacturades per Sony. Són les successores de la montura Minolta, venuda a Sony el 2006 per l'empresa Konica, quan va abandonar el negoci de les càmeres digitals. Ella al seu torn havia comprat el disseny a Minolta quan en va deixar la fabricació.
Aquestes càmeres (excepte l'A900 i l'A850), utilitzen format APS-C amb factor de multiplicació de la distància focal d'1,5x. Són compatibles amb les lents autofocus de les seves predecessores Minolta, com així també amb objectius d'altres marques, com ara Tokina, Tamron, Sigma, etc., dissenyats per a aquesta muntura.
Tots els models inclouen en el seu cos un sistema d'estabilitzador d'imatge mecànic (Super Steady Shot), el qual redueix la trepidació i permet disparar fins a tres passos de diafragma extra sense que les imatges surtin mogudes. L'avantatge que implica aquest sistema, és que l'usuari no ha d'invertir diners extra en lents estabilitzats òpticament.

## Models recents

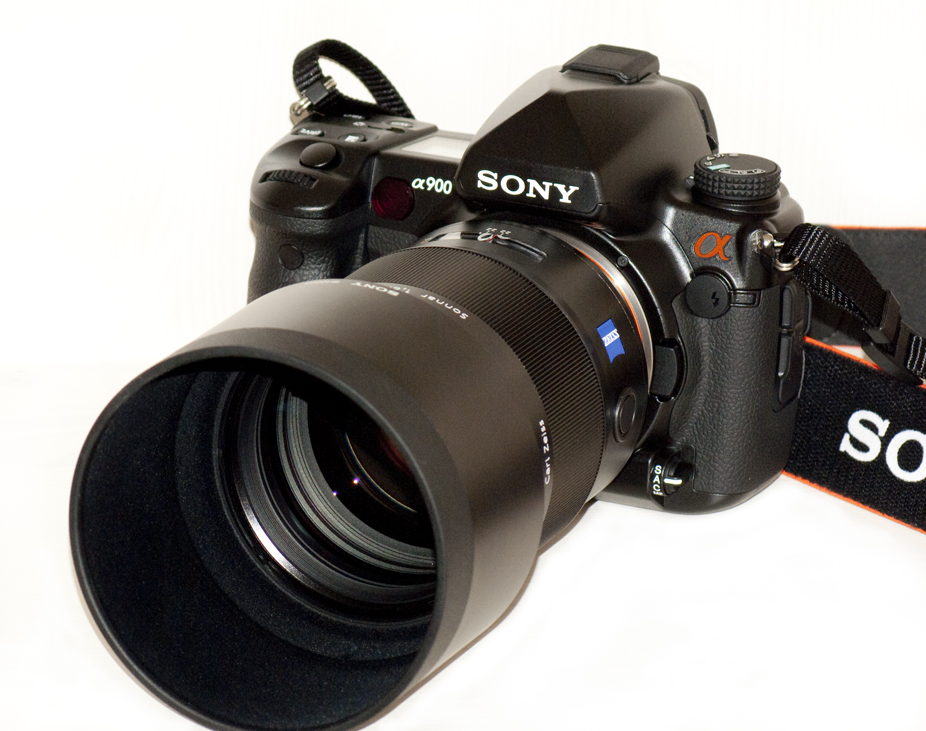
Sony Alpha 900 amb Carl Zeiss 135 mm f / 1,8 de la gamma alta de càmeres rèflex digitals α-System

- Sony α100 (descatalogada): llançada el 2006. Model basat en la Konika-Minolta DYNAX 5D. CCD de 10.2 MP.
- Sony α700: llançat el 2007. Model més avançat (primer reflex digital amb sortida HDMI), substitueix a la Konika-Minolta D. 02/12 Mpixel. A diferència de la Alpha 100, la Alpha 700 inclou un sensor CMOS. Millora dramàticament els nivells de soroll en altes sensibilitats ISO i disposa d'un sistema ràpid i sofisticat d'autofocus entre altres virtuts.
- Sony α200 (descatalogada): presentada a principis de gener de 2008: CCD de 10,80 MP (efectius: 10,20 MP), TFT de 2,70 polzades.
- Sony α300 (descatalogada): presentada a la PMA de gener de 2008, és el primer model de Sony amb Live View, inclou a més pantalla rotatòria de 2,70 polzades.
- Sony α350 (descatalogada): presentada a la PMA de gener de 2008, incorpora al costat de la A350 Live View i un sensor de 14/02 MP i pantalla rotatòria de 2,70 polzades.
- Sony α900: presentada el setembre de 2008, és la primera reflex de sony amb sensor de fotograma complet ("full frame") i la de major resolució del món en el seu tipus: 24 Megapixels. A més és a la data l'única reflex de fotograma complet a incorporar estabilitzador d'imatge al cos.
- Sony α230: presentada el maig de 2009: CCD de 10,20 MP efectius i LCD de 2,70 polzades.

Les tres càmeres presentades el maig de 2009: 230, 330 i 380 presenten com pràcticament única novetat el disseny, els materials i l'empunyadura que han millorat notablement respecte a les seves predecessores.
- Sony α330: presentada el maig de 2009: CCD de 10,80 MP (efectius: 10,20 MP) i LCD de 2,70 polzades.
- Sony α380: presentada el maig de 2009: CCD de 14,90 MP (efectius: 14,20 MP) i LCD de 2,70 polzades.
- Sony α500: presentada a l'agost de 2009 (IFA): nou sensor CMOS i nou sistema de previsualització, a més de velocitats de tret. CMOS Exmor de 12,30 MP (efectius: 12,30 MP) i TFT de 3,00 polzades.
- Sony α550: presentada a l'agost de 2009 (IFA): nou sensor CMOS i nou sistema de previsualització, a més de velocitats de tret. CMOS Exmor de 14,20 MP (efectius: 14,20 MP) i TFT de 3,00 polzades.
- Sony α850: presentada a l'agost de 2009 (IFA): és la segona càmera rèflex de format complet de Sony, és pràcticament igual a la Alpha 900 però molt més econòmica. Compta amb un sensor CMOS Exmor de 24,60 MP (efectius: 24,60 MP) i TFT de 3,00 polzades, per descomptat el factor de multiplicació ja no és d'1,5x, sinó inexistent (1,00x).
- Sony α450: presentada el gener de 2010: CMOS de 14,60 MP (efectius: 14,20 MP) i TFT de 2,70 polzades. Inclou entre les seves poques novetats la nova funció batejada per Sony com Auto HDR.
- Sony α290: presentada juny de 2010: CCD de 14,90 MP (efectius: 14,20 MP) i TFT de 2,70 polzades.
- Sony α390: presentada juny de 2010: CCD de 14,90 MP (efectius: 14,20 MP) i TFT de 2,70 polzades.

Al maig de 2010 Sony va presentar les noves càmeres Sony Alpha batejades com NEX, càmeres d'objectius intercanviables sense mirall rèflex conegudes com a EVIL (Electronic Viewfinder Interchange Lens): Sony Alpha NEX-3 i Sony αNEX-5.